# Comtat de Vilallonga
El comtat de Vilallonga fou un títol concedit el 1603 pel rei Felip III de Castella a Pere Franquesa i Esteve, senyor de Vilallonga i secretari dels consells d'Aragó, de Castella, d'Inquisició i d'Estat. El succeí el seu fill Martí de Franquesa i Gabriel, cavaller de l'orde de Sant Jaume i comanador de Castellanos al de Calatrava, que morí el 17 d'agost de 1659 sense fills. En succeir-lo el seu renebot Pere Josep Civerio i Pasqual de Bonança li fou canviada la denominació per la de comtat de Vilafranquesa.
Posteriorment, ja en el segle xx, el títol fou tornat a concedir, el 1901, al diputat a les corts i senador Marià de Vilallonga i d'Ibarra (Bilbao 1864 — 1913), fill del figuerenc Josep Vilallonga i Gipuló. Continua en la mateixa família.

## Comtes de Vilallonga
|                         | Titular                                     | Període                 |
| Creació per Alfons XIII | Creació per Alfons XIII                     | Creació per Alfons XIII |
| ----------------------- | ------------------------------------------- | ----------------------- |
| I                       | Mariano Vilallonga e Ibarra                 | 1901-                   |
| II                      | José María Vilallonga y de Medina           | 1913-                   |
| ..                      | .                                           |                         |
| ..                      | Mariano Vilallonga y de la Sota             | 1968-                   |
| ..                      | .                                           |                         |
| ..                      | Armelle Rafaela Vilallonga Fromet de Rosnay | 2002-actual titular     |